# Iron Rattler
Pour les articles homonymes, voir Rattler.
Iron Rattler, anciennement The Rattler, est un parcours de montagnes russes hybrides situé à Six Flags Fiesta Texas, près de San Antonio au Texas, aux États-Unis. 
The Rattle est inauguré en 1992. Ce parcours de montagnes russes en bois twister est à l'époque le plus haut et le plus rapide au monde pour des montagnes russes en bois, avec une hauteur de 55 mètres, une première chute de 51 mètres et une vitesse de pointe de 117 km/h.
L'attraction ouvre ses portes dans sa version modifiée en 2013 à la suite des modifications de voie effectuées par Rocky Mountain Construction pour y ajouter une inversion (Zero-G roll).

## Histoire

### The Rattler

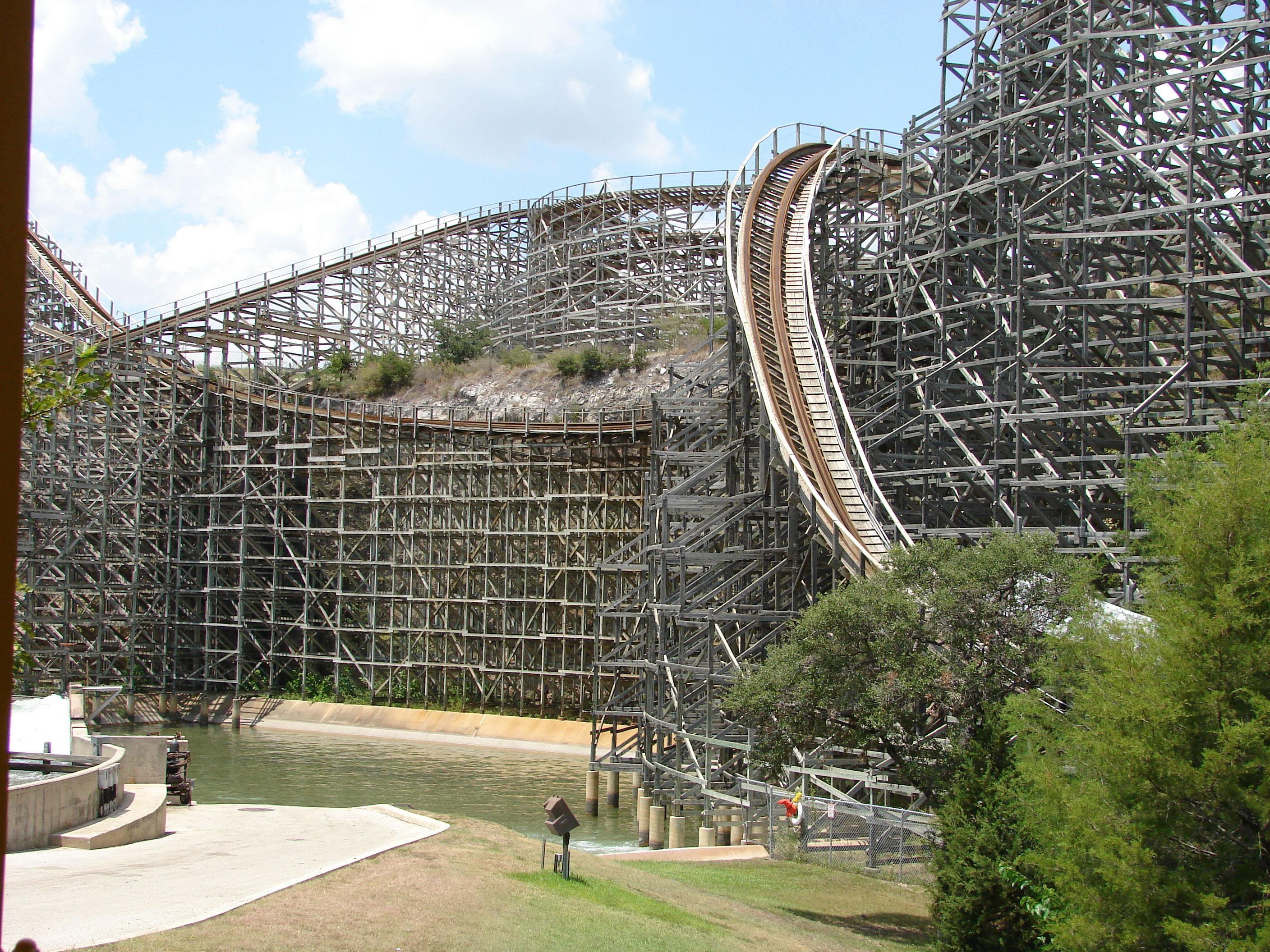
The Rattler.

Construit par Roller Coaster Corporation of America, The Rattler est le plus grand et le plus rapide parcours de montagnes russes en bois à son inauguration le 14 mars 1992. Le concepteur John Pierce a déclaré que les plans d'origine ne cessaient de changer, car les co-développeurs du parc, Gaylord Entertainment Company, insistaient pour avoir les plus hautes montagnes russes en bois du monde. Ses dimensions sont alors de 54,7 mètres de haut pour une chute de 50,5 mètres, 1 548,4 mètres de long et 117,4 km/h. Il conserve ce titre jusqu'en 1994, lorsque sa chute est réduite de 50 à 37,8 mètres et sa vitesse de 117,4 km/h à 104,6 km/h. L'angle maximum est de 61,4° et la durée est de 2 minutes 26.
Fin 2009, Six Flags Over Texas a fermé ses montagnes russes en bois Texas Giant pour une rénovation de 10 millions de dollars qui a duré plus d'un an. Rocky Mountain Construction a remplacé la piste en bois avec une nouvelle en acier (I-Box), en conservant une structure de support en bois. La rénovation est un succès et la société mère du parc commence à rechercher d'autres attractions similaires dans ses parcs à qui faire bénéficier d'une refonte similaire.
Lors du salon IAAPA 2011, Alan Schilke de Rocky Mountain Construction révèle que leur entreprise avait deux projets sur lesquels ils travailleraient pour 2013, dont l'un était une conversion I-Box d'une montagne russe en bois. Il a été révélé plus tard par le Spokane Journal of Business que The Rattler serait complètement rénové avec une nouvelle voie et de nouveaux trains d'une manière similaire à celle utilisée par la société sur le New Texas Giant à Six Flags Over Texas en 2011.
Le 9 juillet 2012, Six Flags Fiesta Texas annonce que The Rattler sera une dernière fois ouvert au public le 5 août 2012, Il ferme le 5 août 2012.

### Iron Rattler
En janvier 2012, une interview avec Rocky Mountain Construction révèle que The Rattler sera rénové et additionné d'une nouvelle voie et de nouveaux trains à l'image de New Texas Giant à Six Flags Over Texas en 2011.
Iron Rattler ouvre le 25 mai 2013.

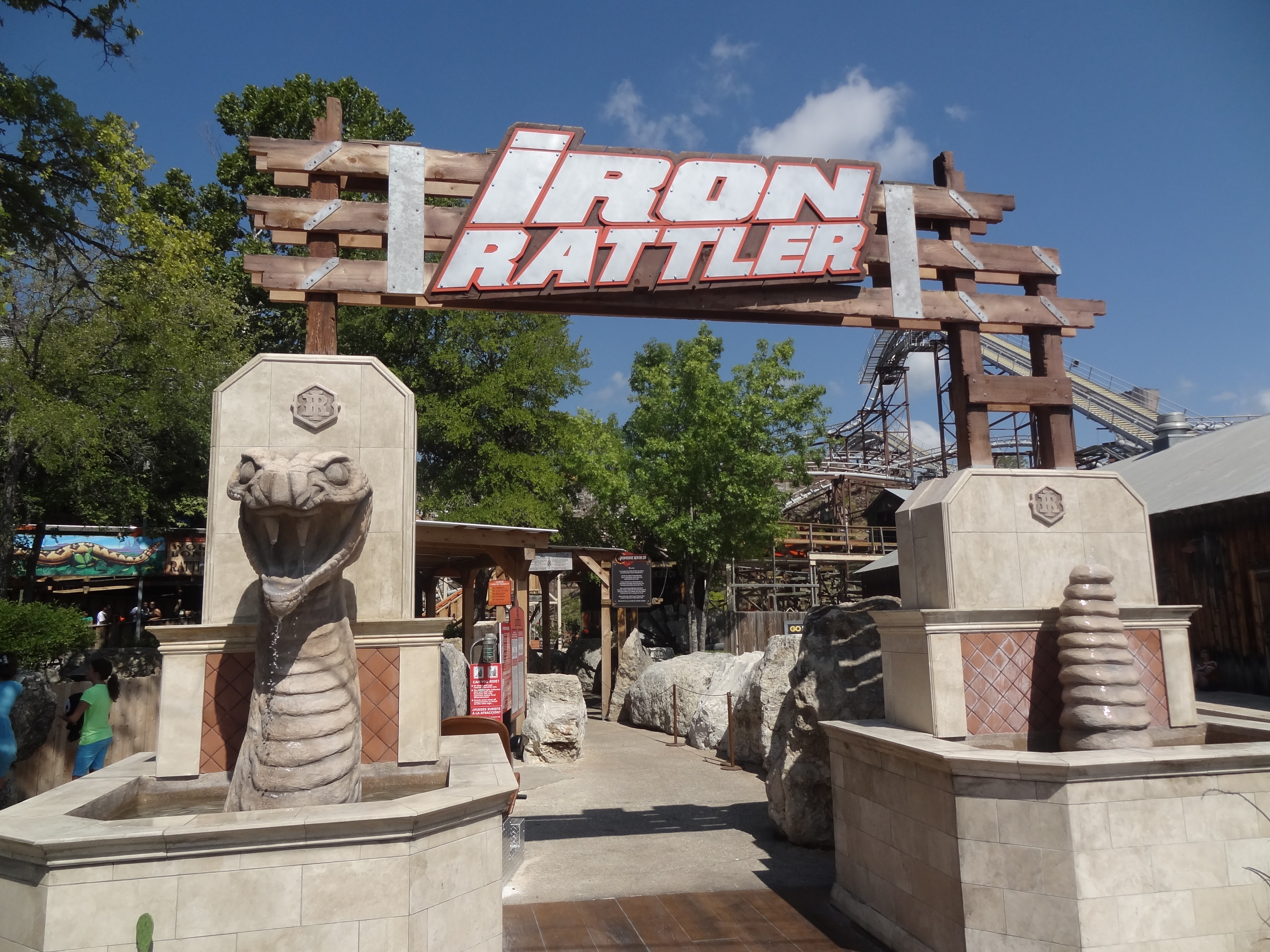
Entrée.
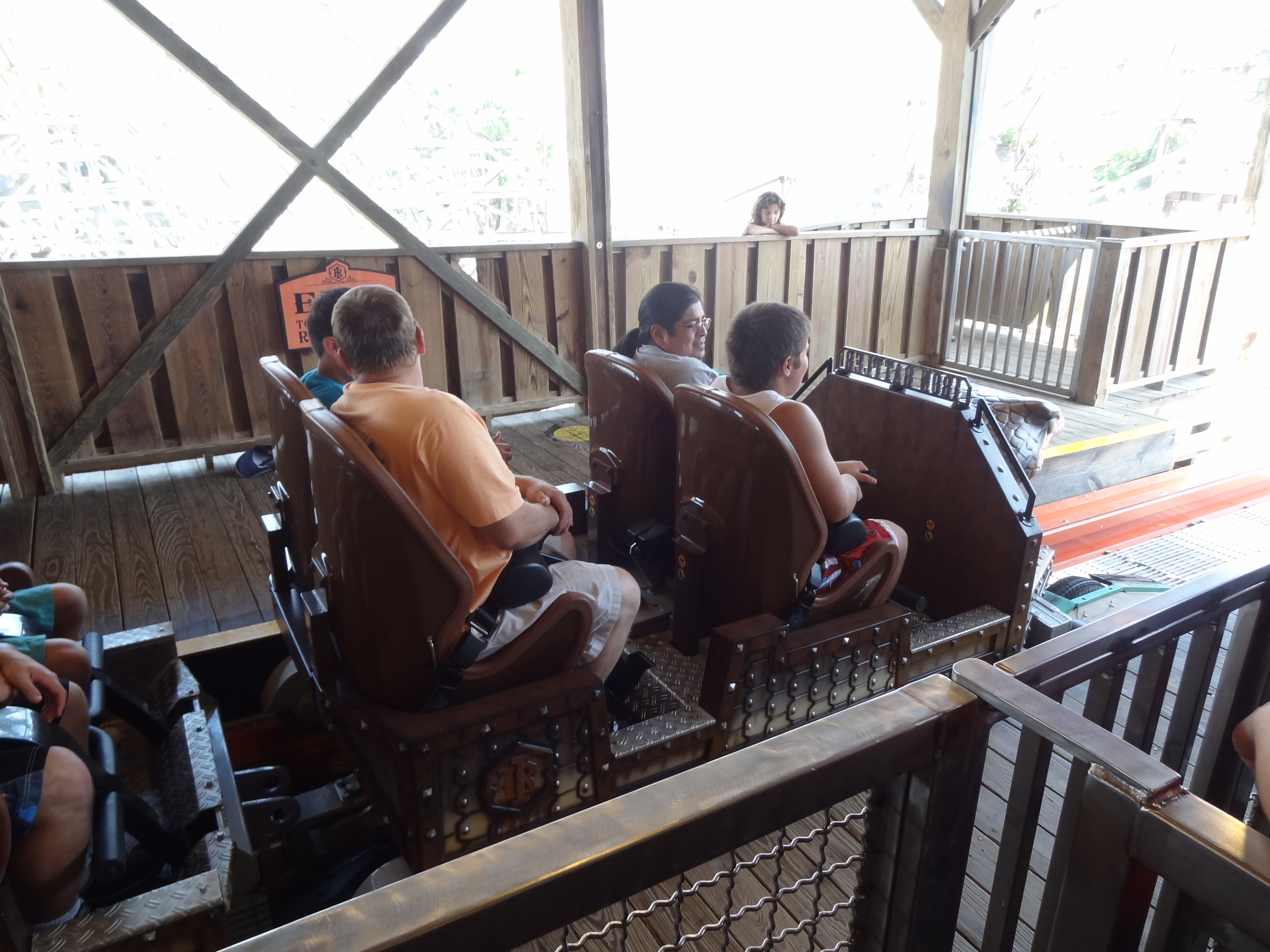
Train en gare.
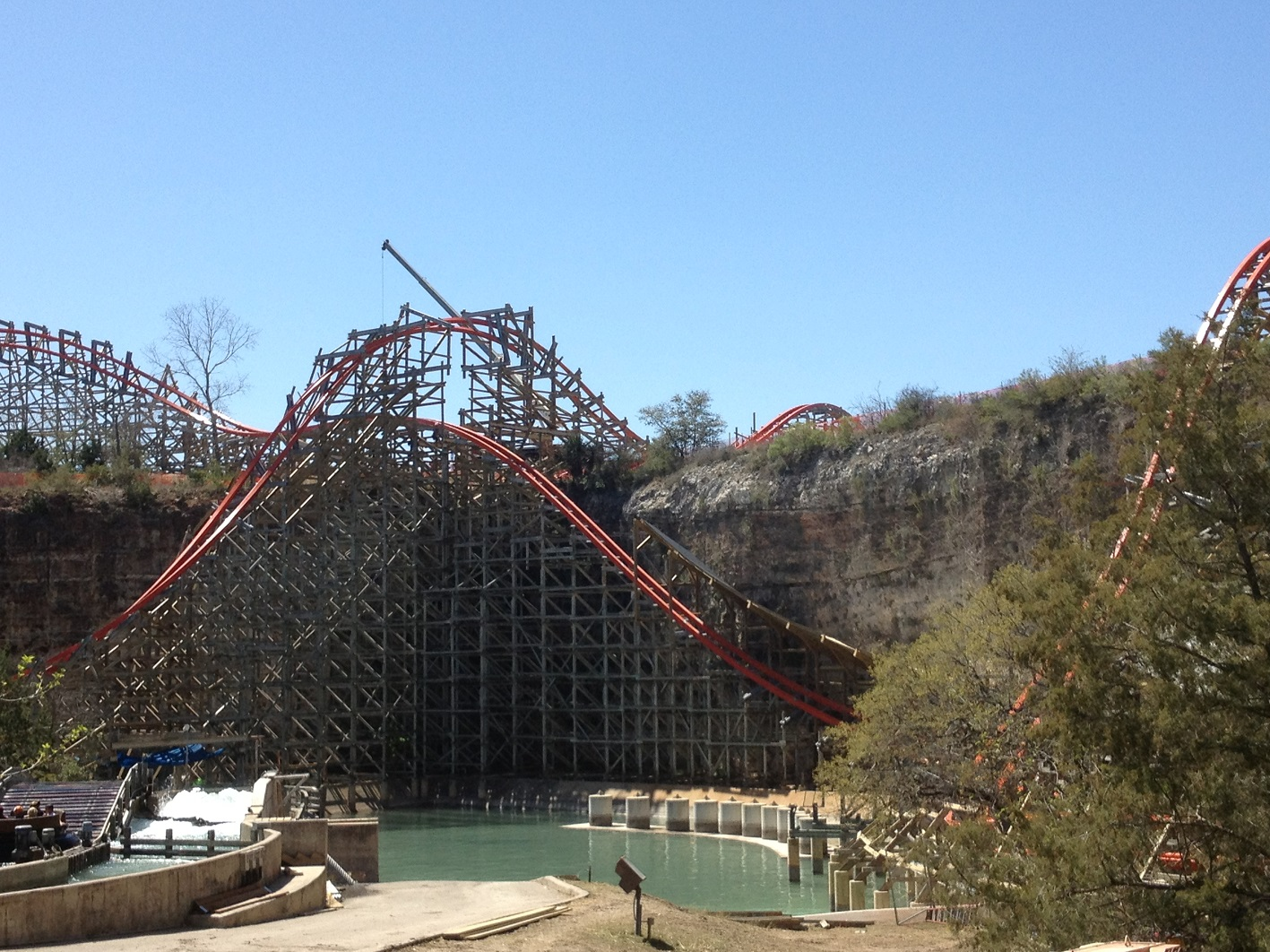
Inversion sur le parcours.
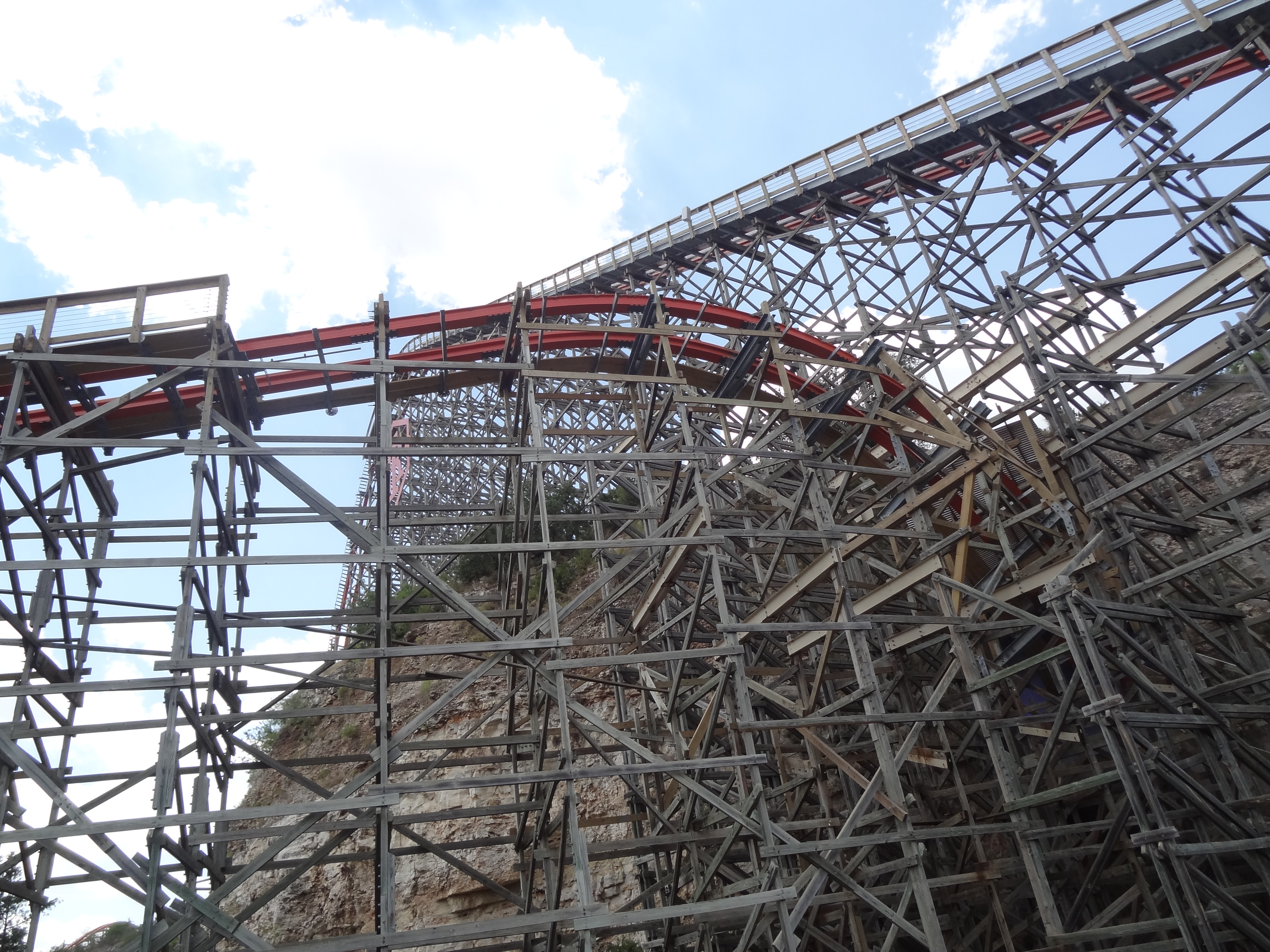
Structure.

## Caractéristiques
| Caractéristiques   | The Rattler                           | The Rattler                           | Iron Rattler                |
| ------------------ | ------------------------------------- | ------------------------------------- | --------------------------- |
| Année              | 1992–1994                             | 1994–2012                             | Depuis 2013                 |
| Constructeur       | Roller Coaster Corporation of America | Roller Coaster Corporation of America | Rocky Mountain Construction |
| Designer           | John Pierce                           | John Pierce                           | Alan Schilke                |
| Type               | Bois                                  | Bois                                  | Métal                       |
| Hauteur            | 179 pi / 54,5592 m                    | 179 pi / 54,5592 m                    | 179 pi / 54,5592 m          |
| Chute              | 166 pi / 50,5968 m                    | 124 pi / 37,7952 m                    | 171 pi (52,1208 m)          |
| Longueur           | 5 080 pi / 1 548,384 m                | NC                                    | 3 266 pi / 995,4768 m       |
| Vitesse            | 63 mi/h / 101,388672 km/h             | 65 mi/h / 104,60736 km/h              | 70 mi/h / 112,65408 km/h    |
| Inversions         | 0                                     | 0                                     | 1                           |
| Angle vertical max | 61.4°                                 | 61.4°                                 | 81°                         |
| Trains             | Morgan                                | PTC                                   | Gerstlauer                  |